# Alma Y. Alanís
Alma Yolanda Alanís García (Victoria de Durango, 1980) es una ingeniera eléctrica y teórica de control mexicana. Se especializa en control inteligente y, en particular, en el uso de redes neuronales artificiales para aplicaciones que incluyen el control de motores eléctricos, manipuladores de robots y vehículos aéreos no tripulados. Es profesora titular e investigadora del Departamento de Ciencias Computacionales de la Universidad de Guadalajara.

## Biografía
Alanís nació en Victoria de Durango en 1980, y obtuvo el título de ingeniera eléctrica del Instituto Tecnológico de Durango en 2002. Realizó sus estudios de posgrado en ingeniería eléctrica en la unidad de Guadalajara del CINVESTAV, obtuvo una maestría en 2004 y completó su doctorado en 2007. Su disertación, Control Neural en Tiempo Discreto: Aplicación a Motores de Inducción, fue supervisado por Edgar N. Sanchez y Alexander G. Loukianov.
Asumió su cargo actual en la Universidad de Guadalajara en 2008.

## Obra seleccionada
Alanís es coautor de los siguientes libros:
- Control neuronal de alto orden en tiempo discreto: entrenado con filtrado de Kalman (con Edgar N. Sanchez y Alexander G. Loukianov, Springer Studies in Computational Intelligence 112, 2008)[6]
- Control neuronal descentralizado: aplicación a la robótica (con Ramon García-Hernández, Michel López-Franco, Edgar N. Sanchez y José A. Ruz-Hernández, Springer Studies in Systems, Decision and Control 96, 2017)[7]
- Observadores neuronales de tiempo discreto: análisis y aplicaciones (con Edgar N. Sanchez, Academic Press, 2017)
- Algoritmos bioinspirados para ingeniería (con Nancy Arana-Daniel y Carlos López-Franco, Elsevier, 2018)
- Redes neuronales para robótica: una perspectiva de ingeniería (con Nancy Arana-Daniel y Carlos López-Franco, CRC Press, 2019)
- Modelado y control de redes neuronales: aplicaciones para sistemas retardados no lineales desconocidos en tiempo discreto (con Jorge D. Ríos, Nancy Arana-Daniel, Carlos López-Franco, Academic Press, 2020)

También es coeditora de:
- Redes neuronales artificiales para aplicaciones de ingeniería (con Nancy Arana-Daniel y Carlos López-Franco, Elsevier, 2019)

## Reconocimientos
Alanis es miembro de la Academia Mexicana de Ciencias, siendo elegida en 2017.